# أغابيتو سانشيز
أغابيتو سانشيز (بالإنجليزية: Agapito Sánchez)‏ مواليد 14 فبراير 1970 في جمهورية الدومينيكان - الوفاة 15 نوفمبر 2005، كان ملاكم دومينيكي سابق.

## إحصائيات
خاض خلال مسيرته 50 نزالا، فاز في 36 وتعادل في 3 وخسر في 11. فاز بالضربة القاضية في 18 نزالا.

## روابط خارجية
- أغابيتو سانشيز على موقع بوكس ريك (الإنجليزية) (registration required)